# Ettore Petrolini
Ettore Petrolini (13 de enero de 1884-29 de junio de 1936) fue un actor teatral y cinematográfico italiano, además de dramaturgo, guionista y novelista. Es considerado una de las figuras más importantes del género italiano del avanspettacolo, el vodevil y la revista. Era notable por sus números de imitaciones y fue el "inventor de un modo de interpretación revolucionario y anticonformista". Petrolini es también recordado por haber creado el personaje dadaísta Fortunello. Actualmente es plenamente reconocida su importancia en el teatro italiano, especialmente su influencia en la comedia del siglo XX.

## Primeros años
Nacido en Roma, Italia, era hijo de un herrero y nieto de un carpintero. Siendo niño, Petrolini acudía a teatros en Roma, y por diversión se dedicaba a la improvisación, llevando a cabo sus primeras actuaciones en las atracciones de la Piazza Pepe. A los 15 años de edad Petrolini decidió dejar su casa para hacer carrera en el teatro, y en 1900 participó en un show en el Teatro "Pietro Cossa", en el Trastévere. Más adelante actuó en pequeños teatros provinciales y en algunos café-concerts con el nombre artístico de Ettore Loris.

## Carrera
En 1903, Petrolini empezó a actuar en Roma en teatros de variedades y en cafés, parodiando a renombrados actores y cantantes de la época. Ese mismo año conoció a Ines Colapietro, que se convirtió en su compañera profesional y personal durante muchos años, y con la que tuvo varios hijos. Ines, que entonces tenía 15 años, fue contratada como cantante por el Teatro Gambrinus, en Roma, junto a su hermana Tina. Ettore e Ines formaron el dúo cómico Loris-Petrolini, actuando juntos hasta el verano de 1911. En mayo de 1907 la pareja fue invitada por el empresario Charles Séguin para viajar en gira por América del Sur. Así, actuaron en locales de Argentina, Uruguay y Brasil, disfrutando de un gran éxito. Encontrándose en Río de Janeiro, Petrolini sufrió una apendicitis que le forzó a dejar el teatro durante un mes. Su vuelta fue triunfal y, tras Río, Petrolini permaneció unos meses más en América. Volvió al continente para hacer otras giras en 1909 y 1911-1912, actuando además en México y Cuba.
De vuelta de una exitosa gira por América del Sur, Petrolini fue contratado en 1910 por Giuseppe Jovinelli para actuar en su teatro en la Piazza Guglielmo Pepe, el cual se había inaugurado en 1909 con una representación de Raffaele Viviani. Tras dos temporadas en ese local, fue contratado para actuar tres años con la compañía "Sala Umberto". En 1915 formó una compañía propia, la Compagnia dei grandi spettacoli di varietà Petrolini, con la cual llevó a la escena la revista Zero minus zero, en la cual debutaba uno de los más famosos personajes de Petrolini, Fortunello. La actuación despertó el entusiasmo de futuristas como Filippo Tommaso Marinetti. Petrolini estaba halagado por la admiración de los futuristas, por lo que participó en algunos de sus espectáculos, interpretando textos de Marinetti, Bruno Corra y Emilio Settimelli. La colaboración culminó en Radioscopia di un duetto, una obra en un acto escrita en 1918 en colaboración con el escritor y pintor futurista Francesco Cangiullo. Al año siguiente Mario Bonnard dirigió una película basada en la obra, Mentre il pubblico ride, protagonizada por Petrolini en su debut cinematográfico y por Niny Dinelli.
A partir de la década de 1920 el repertorio de Petrolini se enriqueció con una serie de obras de autores italianos como Alfredo Testoni, Renato Simoni, Roberto Bracco, Luigi Antonelli, Ugo Ojetti, Salvatore Gotta o Fausto Maria Martini, adaptadas todas ellas por el mismo Petrolini. En 1925 hizo una adaptación de la pieza de Luigi Pirandello Lumie di Sicilia a la que tituló Agro de limone.
En los años veinte conoció a Elma Criner, que se convirtió en su compañera y, más adelante, en su mujer. En 1930, con la llegada del cine sonoro, Petrolini volvió al cine como protagonista de Nerone, de Alessandro Blasetti, actuando Criner con el papel de Poppea. En el film aparecían algunas de las más famosas interpretaciones de Petrolini: Gastone, Nerone, Pulcinella. En el mismo año protagonizó Cortile, de Carlo Campogalliani, basada en la obra del mismo nombre de Fausto Maria Martini. Al año siguiente actuó en Il Medico per forza, de nuevo bajo la dirección de Campogalliani.
Además del cine, él siguió haciendo muchas versiones cortas de obras teatrales. El trabajo de Petrolini como dramaturgo se hizo más rico y complejo con el paso de los años: desde su primer personaje macchiette a obras en un acto de gran éxito como Amori de notte y Romani de Roma o comedias como Gastone, Il padiglione delle meraviglie, Benedetto fra le donne y Chicchignola. 
Ahora famoso, Petrolini dejó Italia para hacer una serie de giras por el extranjero, primero a El Cairo y después a las colonias italianas de Tripolitania y Cirenaica y, en 1934, a Londres, Berlín y París. En París obtuvo el que él consideraba el más alto honor: fue invitado a representar Il medico per forza en la Comédie-Française, el templo de Molière. También trabajó en Londres, en el Teatro Haymarket, en el Teatro Kurfüstendamm de Berlín y en el Teatro Komödie de Viena, donde su burlesca versión de Hamlet fue considerada hilarante.
Imitación y parodia
Petrolini es considerado una de las más influyentes figuras del género italiano del avanspettacolo, además del vodevil y la revista. Según la Enciclopedia Británica, él fue el "inventor de una manera de actuar revolucionaria y anticonformista". Petrolini fue famoso por sus números de caricatura, y desarrolló un repertorio de personajes caricaturescos de probado éxito, tal y como ocurría en Oh Margherita!, una parodia de Fausto (1907). Entre sus creaciones se incluía Giggi er bullo, parodia del primer personaje de una pieza de Gastone Monaldi, y Sor Capanna Una característica de su arte era el continuo trabajo sobre sus personajes. Este fue el caso de Gastone, que originalmente formaba parte de un número cómico titulado "Il bell'Arturo" en la revista de 1915 Venite a sentire, y que en 1924 acabó siendo protagonista de una tragicomedia, Gastone. Gastone era a la vez una parodia de los cantantes y de las estrellas del cine mudo de la época, tales como Gino Franzi, con su repertorio de canciones dramáticas lamentando tristes despedidas y amores no correspondidos. Otro personaje iniciado en un número cómico – "l'Antico romano" – fue Nerone, que se desarrolló como una parodia de la retórica imperial y del estilo declamatorio de los "grandes actores" de la época.
Canciones
La música jugaba un papel clave en el estilo teatral de Petrolini, y era un ingrediente importante de muchas de sus comedias. Muchos de sus personajes cantaban canciones y cancioncillas (filastrocche), o declamaban versos con un acompañamiento musical. Petrolini era a menudo intérprete, y a veces autor, de populares canciones del momento, muchas de las cuales se grabaron en disco. Uno de los mayores éxitos de 1926 fue Una gita a li castelli, escrita por Franco Silvestri y cantada y arreglada por Petrolini. Su canicón más famosa, originalmente grabada en 1932, con música de Alberto Simeoni, fue Tanto pe' cantà. La canción rápidamente simbolizó un modo de vida que se consideraba característicamente romano – posteriormente fue grabada por artistas romanos como Álvaro Amici, Gigi Proietti, Gabriella Ferri y, sobre todo, Nino Manfredi, que consiguió un gran éxito comercial con ella.

## Vida personal
En 1923 Petrolini se inició en la francmasonería.
Las simpatías e impertinencias de Petrolini con relación a la Italia fascista fueron complejas. Petrolini tuvo amistad y fue admirado por Benito Mussolini, a pesar de que su Nerone era ampliamente percibido como una parodia del dictador. Incluso se ha sugerido que el personaje de Nerone, creado por Petrolini en 1917, puede realmente haber influido en los manierismos de Mussolini. Aunque apoyaba públicamente al régimen, Petrolini no evitaba la sátira, incluyendo una famosa e irrespetuosa réplica tras recibir una medalla de Mussolini.
Forzado a dejar el teatro en 1935 tras una severa angina de pecho, Petrolini falleció en 1936 en Roma, a los 52 años de edad. El cadáver, vestido con un frac de su célebre Gastone, fue enterrado en el Cementerio de Verano.

## Trabajo teatral
Fuente: Archivio Petrolini en la Biblioteca e Museo teatrale del Burcardo, Roma. 

### Imitaciones y parodias
- L'Amante dei fiori
- Amleto [con Libero Bovio]
- L'antico romano
- Archimede
- Baciami, baciami
- Il bell'Arturo
- La Caccavella
- Canzone guappa
- Cirano
- Il conte d'Acquafresca
- Il Cuoco
- Il Danzadero
- Divorzio al parmiggiano
- La Domatrice
- Faust (Oh Margherita!)
- Fortunello
- Giggi er bullo
- Isabella e Beniamino
- Ma l'amor mio non muore
- Maria Stuarda
- Napoleone
- Paggio Fernando
- I piedi
- Il poeta
- Il prestigiatore
- I Salamini
- Er Sor Capanna
- Stornelli maltusiani
- Ti à piaciato?
- Il Turco

### Críticas
- 1915: Venite a sentire, con G. Carini
- 1915: Zero meno zero, con Luciano Folgore
- 1916: Dove andremo a finire?, con G. Carini
- 1916: Acqua salata (o Senza sugo), con T. Masini
- 1916: Favorischino

### Obras
- 1917: Nerone
- 1917: Romani de Roma
- 1917: Amori de notte
- 1918: Radioscopia, con Francesco Cangiullo
- 1918: Cento de 'sti giorni, con Checco Durante
- 1918: 47 morto che parla
- 192.: Donnaiuolo
- 1923: Farsa di Pulcinella
- 1924: Gastone - Bologna, 14 de abril de 1924
- 1924: Il padiglione delle meraviglie
- 1927: Benedetto fra le donne
- 1931: Chicchignola
- 1934-1935: Il metropolitano - no representada

### Adaptaciones de otros autores
- Agro di limone a partir de Lumie di Sicilia, de Luigi Pirandello
- L'amante legittimo, de Cipriano Giachetti
- Ambasciatori, de Lucio D'Ambra
- L'avvocato Bonafede a partir de Congedo, de Renato Simoni
- Il barone di Corbò, de Luigi Antonelli
- Il cantastorie, de Ferrante Álvaro De Torres y Alberto Simeoni
- Il castigamatti, de Giulio Svetoni
- Cometa, de Yambo
- La coppa incantata a partir de La coupe enchantée, de Jean de la Fontaine
- Coraggio, de Augusto Novelli
- Cortile, de Fausto Maria Martini
- È arrivato l'accordatore, de Paola Riccora
- Elogio del furto, de D. Signorini
- Il fondo d'oro, de Galeazzo Ciano
- La fortuna di Cecè, de Athos Setti
- I fratelli Castiglioni, de Alberto Colantuoni
- Garofano, de Ugo Ojetti
- Ghetanaccio, de Augusto Jandolo
- Giovacchino Belli, de Augusto Jandolo
- Giovanni Arce a partir de Le esperienze di Giovanni Arce filosofo, de Pier Maria Rosso di San Secondo
- Un guasto nell'ascensore, de André Mouezy-Eon
- L'Illusionista a partir de L'Illusioniste, de Sacha Guitry
- Io non sono io, de Toddi
- La regina ha mangiato la foglia, de Gildo Passini
- Ma non lo nominare, de Arnaldo Fraccaroli
- Maritiamo la suocera, de Colorno
- Il medico per forza a partir de Le médecin malgré lui, de Molière
- Mezzo milione, de Alfredo Testoni
- Mi uccido, de Paola Riccora
- Mille lire, de Salvator Gotta
- Mustafà, de Armando Discepolo y Rafael J. De Rosa
- Ottobrata, de Giovanni Cesare Pascucci y Augusto Topai
- I pantaloncini, de G. Nancy
- Patalocco, de Ugo Romagnoli
- Peppe er pollo, de Augusto Novelli
- Per la porta, de Felyne Ossip
- Pinelli, de Ettore Veo
- Rifiuto... io, de Corrado D'Errico
- Scarfarotto, de Gino Rocca
- Lo sfratto, de Enrico Serretta
- Teodoro è stanco, de Max Nel
- Toccalafrusta, de Ugo Chiarelli
- I tre, de Dino Falconi
- La trovata di Paolino, de Renzo Martinelli
- Tutti in cantina, de Eugène Labiche
- Tutto si accomoda, de Enrico Serretta
- Uno degli onesti, de Roberto Bracco
- Un uomo onesto, de Piero Ottolini
- Zeffirino, de Gian Capo
- Zio prete, de Giovanni Tonelli